# Endomychus mroczkowskii
Endomychus mroczkowskii es una especie de coleóptero de la familia Endomychidae.

## Distribución geográfica
Habita en Nepal.